# Marco-Polo-Gebirge
Das Marco-Polo-Gebirge ist ein bis etwa 6300 m hoher Teil des Kunlun-Hochgebirges im Hoh-Xil-Gebiet der Provinz Qinghai in China (Asien).
Das Gebirge, das südlich des Qaidambecken liegt, ist der östliche Hauptteil des Kunlun Shan; der westliche ist das Prschewalski-Gebirge. Es stellt einen Teil der nordöstlichen Begrenzung des Hochlands von Tibet dar, das teils über die Grenzen von Tibet hinausreicht.
Die Bezeichnung Marco-Polo-Gebirge ist fast ausschließlich in der Literatur und in den Medien der westlichen Hemisphäre gebräuchlich. Das Gebirge wurde nach dem venezianischen Handlungsreisenden Marco Polo (1254–1324) benannt.